# Kambodžská vlajka

Kambodžská vlajka
Poměr stran: 2:3

Vlajka Kambodže je od roku 1993 tvořena třemi vodorovnými pruhy: modrým, červeným a modrým v poměru šírek 1:2:1. Uprostřed na červeném pruhu je vyobrazen chrám Angkor Vat.
V letech 1975–1989 měla Kambodžská vlajka podobu rudé vlajky (v poměru 2:3) na které byl uprostřed umístěn stylizovaný žlutý chrám Angkor Vat. V roce 1979 se obrys chrámu změnil.

## Symbolika
- Angkor Vat symbolizuje Théravádu, dále pak integritu státu, spravedlnost a kulturní dědictví.

- Modrá barva symbolizuje krále, dále pak svobodu, spolupráci a bratrství.

- Červená barva symbolizuje lid a jeho udatnost.

## Galerie

Vlajka kambodžského krále Poměr stran: 2:3
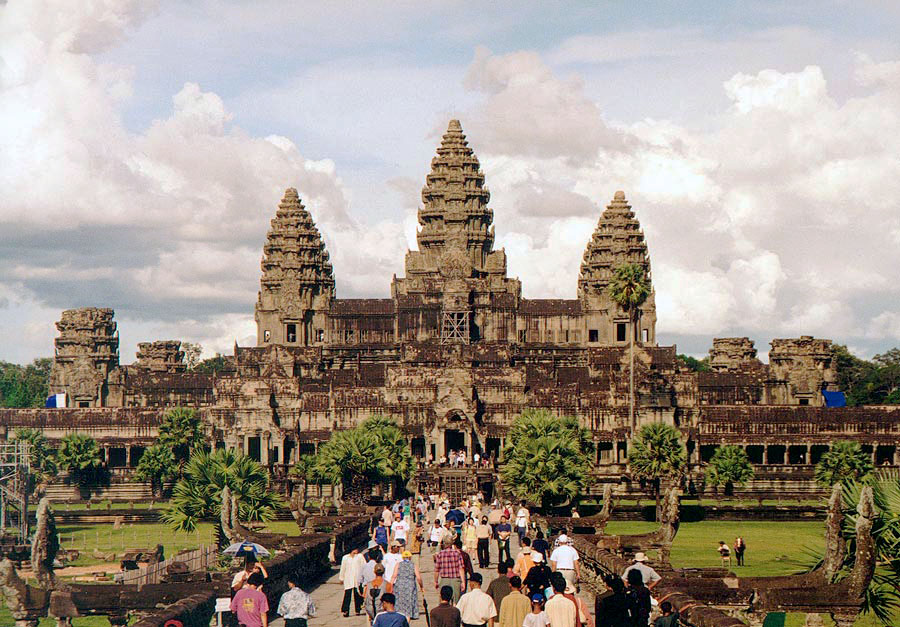
Angkor Vat v reálu

## Historický přehled vlajek
| Vlajka | Stát                                                                                 | Poznámka |
| ------ | ------------------------------------------------------------------------------------ | --- |
|        | Vlajka Kambodžského království (do r. 1863) Poměr stran: 3:5                         | Žlutý trojúhelník se zeleným okrajem |
|        | Vlajka Kambodže pod francouzskou ochranou (1863-03/1945) Poměr stran: 2:3            | Červená vlajka s modrým okrajem a vyobrazením chrámu Angkor Vat.                                                                                                  |
|        | Kambodžská vlajka za japonské okupace (03-10/1945) Poměr stran: 2:3                  | V době loutkového státu byla vlajka červená s pěti bílými čtverci. Čtyři vnější čtverce jsou spojeny bílými čarami.                                               |
|        | Vlajka Kambodže pod francouzskou ochranou (10/1945-1948) Poměr stran: 2:3            | Stejná vlajka jako před okupací Japonskem. |
|        | Vlajka Kambodžského království (1948–1970) Poměr stran: 2:3 (?)                      | Vlajka shodná se současnou vlajkou. |
|        | Vlajka Khmérské republiky (1970–1975) Poměr stran: 2:3                               | Modrá vlajka s červeným kantonem, ve kterém je umístěno bílé vyobrazení chrámu Angkor Vat. Vedle kantonu jsou ve vlající části umístěny tři bíle pěticípé hvězdy. |
|        | Vlajka Demokratické Kampučie (1975–1979) Poměr stran: 2:3                            | Červená vlajka se žlutým vyobrazením chrámu Angkor Vat. |
|        | Vlajka Kampučské lidové republiky (1979–1989) Poměr stran: 2:3                       | Změněn obrys chrámu. |
|        | Kambodžská vlajka (1989–1991) Poměr stran: 2:3                                       | Červeno-modrá bikolóra se žlutým vyobrazením chrámu Angkor Vat.                                                                                                   |
|        | Vlajka dočasné správy organizace OSN v Kambodži – UNTAC (1992–1993) Poměr stran: 2:3 | Bleděmodrá vlajka s bílou mapou Kambodže a khmérským nápisem Kampučia.                                                                                            |